# Рушій
Руші́й (д.-рус. рушити від прасл. *ruхъ), рідше вживається росіянізм двига́ч (д.-рус. *двигати від прасл. *dvigati/*dvigti) — пристрій, засіб для надання руху певній сутності: транспортному засобу, двигуну; сила, що спонукає до чого-небудь, сприяє росту або розвиткові чогось. Також, у переносному значенні, — людина, яка рухає що-небудь, сприяє розвиткові чогось. В інформатиці програмним рушієм називають ядро комп'ютерної програми.
Для отримання енергії технологічні системи використовують двигун чи мотор і колеса і осі, гвинти, або реактивне сопло для створення сили для руху. Також для з'єднання двигуна до осей, коліс чи гвинтів можуть використовуватися системи Зчеплення або трансмісії.
Біологічні рушійні системи використовують м'язи як джерело енергії та кінцівки: крила, плавці або ноги як рушії.